# 使徒の愛餐
『使徒の愛餐』（しとのあいさん、ドイツ語：Das Liebesmahl der Apostel）は、19世紀ドイツの作曲家リヒャルト・ワーグナーによる、小カンタータというべき作品である。男声合唱とオーケストラのために書かれた。副題に「聖書からの一情景」とあるように、新約聖書の『使徒言行録』の場面に基づいており、ワーグナーの数少ない合唱作品の中で唯一宗教音楽的なものである。 

## 概要
パリで認められなかったワーグナーは、ドレスデンでの『リエンツィ』上演の打診を受け、1842年4月にパリからドレスデンに移った。同年10月の『リエンツィ』の上演は大成功に終わり、そのおかげで翌1843年2月2日にワーグナーはザクセン王国の王立管弦楽団（今日のシュターツカペレ・ドレスデン）の指揮者に任命された（なお同年1月に『さまよえるオランダ人』をドレスデンで上演しているが、こちらは好評を得られなかった）。同時にワーグナーは、熱意をもって、ドレスデン・リーダーターフェル（男声合唱団）の主任指揮者を引き受けた。 同年7月にはドレスデンで「ザクセン男声合唱祭」が予定されており、その際に全員で合唱する30分近くの新作の作曲を依頼された。そのため、ワーグナーは『タンホイザー』の作曲を一時中断し、『使徒言行録』のペンテコステに基づくテクストを書いた。作曲は5月14日から6月16日にかけて一気に成された。
この作品は7月6日に100人のオーケストラと1200人もの合唱団員により、ドレスデンの聖母教会で初演されたという。聴衆には熱狂的に受け入れられ、その後ブライトコプフ＆ヘルテルとノヴェロによって数回出版された。作品は世紀の変わり目まで多くのドイツの男声合唱協会のレパートリーに残っていたという。
一方で、ワーグナー自身は作品の初演に落胆し、次のように書き残している。
「この途方もない数の人間の群れにもかかわらず、私の耳に届いたのは人数とは正反対におそろしく貧弱な響きで、私は呆然となった。声楽において数をたのむことがいかに愚かなことかと、この機会に思い知らされ、吐き気を催すほどの自己嫌悪に陥り、今後はこのような醜態は二度と演じまいと堅く心に誓ったのだった」（自伝）
結局ワーグナーは、2年余りでドレスデン・リーダーターフェルの主任指揮者を退き、友人のフェルディナント・ヒラーに引き継いでいる。 
なお、ワーグナーのオリジナルの男声合唱は本作以降には、『タンホイザー』の「巡礼の合唱」（本作以前に作曲されていた可能性もある）および『ドイツ消防隊への標語』wwv101に限られる。合唱作品も数少なく、楽劇中の合唱の使用自体も多いとはいえない。例えば『ニーベルングの指環』で合唱を用いているのは『神々の黄昏』のみである。 

## 編成
- 3群の男声合唱（テノール2部、バリトン、バス）
- 12使徒（バス12人）
- 天井の合唱隊（テノール16人、バリトン12人、バス12人）
- オーケストラ：ピッコロ1、フルート2、オーボエ2、クラリネット2、ファゴット2、ホルン4、トランペット3、テューバ、ティンパニ4、ハープ4、弦5部

## 楽曲
この作品の特徴は、まず最初の二十数分間がア・カペラのみで歌われることである。3群の大人数の合唱をア・カペラでコントロールし、距離の離れた合唱群同士のアインザッツをきちんと合致させ、20分にわたり正確な音程を持続してオーケストラとのアンサンブルへと移行していくことなどには、かなりの難度を要する。 
なお、高所に別群の合唱を配置することで神秘的な効果を出す試みが、『パルジファル』で再度実行されていることは注目に値する。本作の初演時には、合唱団は教会のドームのさまざまなギャラリーに分かれて配置され、一部は見えなかったという。   

## ディスコグラフィー
- ピエール・ブーレーズ指揮、ロンドン交響楽団、ソニーミュージック、1975年
- クリスティアン・ティーレマン指揮、シュターツカペレ・ドレスデン、2013年5月8日ドレスデン聖母教会のライブ録音、Profil Günter Hännsler、2016年

## 日本初演
1980年（昭和55年）1月10日、桜井吉明指揮、大阪大学男声合唱団、ワグネル・フィルハーモニー管弦楽団による。ただし、｢編）辻井英世｣とクレジットされており、オリジナルとしていない。完全オリジナルの初演は1991年（平成3年）10月25日、若杉弘指揮、慶應義塾ワグネル・ソサィエティー男声合唱団および同OB合唱団、東京都交響楽団により、同楽団の第337回定期演奏会で行われた。若杉の要望で、師の畑中良輔が指導し、またワーグナーの名を冠し大人数の合唱団員（このときはOB合同で約150名）を確保できる合唱団としてワグネルが選択された。なお、若杉も畑中も1980年の演奏があったことは認識していなかった模様である。